# 487
Het jaar 487 is het 87e jaar in de 5e eeuw volgens de christelijke jaartelling.

## Gebeurtenissen

### Europa
- Koning Clovis I neemt tijdens een wapeninspectie wraak voor het voorval met de "vaas van Soissons". Hij straft de man die de vaas heeft vernietigd en doodt hem met een strijdbijl.
- Koning Odoaker behaalt in Noricum (huidige Oostenrijk) een belangrijke overwinning tegen de Rugiërs. Sinds vijf jaar hebben ze aan de Donau een koninkrijk ten noorden van Italië.
- Het bisdom Laon in Noord-Gallië wordt gesticht door bisschop Remigius. Hij splitst het bisdom van het aartsbisdom in Reims.

### Armenië
- Vachagan III de Vrome (r. 487-510) bestijgt als koning de troon van Agvank in Kaukasisch Albanië. Hij versterkt tijdens zijn bewind de heerschappij in de berggebieden van Artsach.

### Italië
- Manlius Boëthius, Romeins politicus, wordt door de Senaat tot consul benoemd. Hij wordt niet erkend door het Byzantijnse Rijk.

### Azië
- Kaundinya Jayavarman (r. 487-514) wordt de eerste koning van het zelfstandige koninkrijk Chenla (Cambodja).

## Geboren
- Sacerdos van Lyon, Frans aartsbisschop (overleden 551)

## Overleden
- Kenzo (38), keizer van Japan